# Aedes excrucians
Aedes excrucians é um espécie de mosquito do género Aedes, pertencente à família Culicidae.